# Petrus Pilsinger
Petrus Pilsinger OSB (* 3. Juni 1964 in Euratsfeld, Österreich als Anton Pilsinger) ist ein österreichischer römisch-katholischer Ordenspriester. Seit 2013 ist er Abt von Stift Seitenstetten.

## Leben
Pilsinger wurde als Kind der Landwirte Josef und Theresia Pilsinger in Euratsfeld geboren, wo er mit seinen zwei Schwestern aufwuchs. Nach der Matura am Stiftsgymnasium Seitenstetten trat er 1982 in das Priesterseminar der Diözese St. Pölten ein und studierte an der Philosophisch-Theologischen Hochschule St. Pölten. 1984 unterbrach er das Studium für ein einjähriges Sozialpraktikum im Landeskrankenhaus Hall.
1987 trat Pilsinger in das Noviziat von Stift Seitenstetten ein, wo er den Ordensnamen Petrus erhielt. Im Anschluss an seine ewige Profess wurde er am 29. Juni 1990 im Dom zu St. Pölten zum Priester geweiht. Von 1991 bis 1995 war er Kaplan der Pfarre Kematen-Gleiß, seit 1995 unterrichtet er Informatik und Religion am Stiftsgymnasium, dessen Leitung er 2004 übernahm.
Am 8. Februar 2013 wählte der Konvent von Stift Seitenstetten Pilsinger zu ihrem Abt. Er folgte Berthold Heigl nach, der das Stift seit 1984 leitete. Die Abtsbenediktion empfing er durch den Diözesanbischof von St. Pölten, Klaus Küng, am 1. April 2013 in der Stiftskirche von Seitenstetten. Am 25. Februar 2025 wurde Pilsinger auf Lebenszeit, i.e.nach den Statuten der österreichischen Benediktinerkongregation bis zur Vollendung seines 70. Lebensjahres im Amt bestätigt.